# بيربورات الصوديوم
بيربورات الصوديوم أو فوق بورات الصوديوم هو مركب كيميائي له الصيغة NaBO3، وهو مادة مؤكسدة.

## التحضير
يحضر بخلط كل من محاليل البوراكس، بيروكسيد الصوديوم، وبيروكسيد الهيدروجين (الماء الأكسجيني) ومن ثم تسخين المزيج بشكل معتدل، وذلك حسب المعادلة:

## الاستخدامات
- يستخدم في المجالات الطبية وخاصة طب الأسنان، حيث ينصح باستخدامه كغسول فم بسبب خواصه المطهرة.
- يستعمل أيضاً كمادة مبيضة في صناعة مستحضرات التجميل والصابون والأنسجة.

## روابط خارجية
- NaBO3 على موقع chemcalc